# Robin Poggenwisch
Robin Bernd Poggenwisch (Wiesbaden, 24 juli 1989) is een Nederlands rolstoelbasketballer en speler van het Nederlands mannenrolstoelbasketbalteam.
Hij speelt op de guardpositie (spelverdeler). Hij maakte deel uit van de selectie voor het EK 2007 in Wetzlar (Duitsland), EK 2009 in Adana (Turkije), EK B-landen 2010 in Brno (Tsjechië), EK 2011 in Nazareth (Israël), EK 2013 Frankfurt (Duitsland), WK 2014 in Incheon (Zuid-Korea), EK 2015 in Worcester (Engeland), Paralympische Spelen 2016 in Rio de Janeiro (Brazilie) EK 2017 in Tenerife (Spanje), WK 2018 in Hamburg (Duitsland), EK 2019 in Wałbrzych (Polen). Ek 2021 Madrid (Spanje), WK 2022 Dubai, Ek 2023 Rotterdam (Nederland), Paralympische Spelen 2024 in Parijs, Poggenwisch zit sinds 2003 in een rolstoel. Door een val bij het zaalvoetballen is er een bloeding ontstaan in het ruggenmerg. Hierdoor liep hij een partiële dwarslaesie op. Tijdens zijn revalidatie, in de Hoogstraat te Utrecht, kwam hij in aanraking met het rolstoelbasketbal.
Momenteel speelt Poggenwisch bij Briantea 84 in de Serie A van Italie. Met deze club won hij de Supercoppa de Italia en strijdt hij voor het landskampioenschap. Eveneens is zijn club geplaatst voor de eindronde van de Eurocup 1. Vorig seizoen speelde hij nog in de hoogste Duitse competitie, de Bundesliga bij de Koln 99ers, voorheen speelde hij in Italie bij Dinamo Sassari in de Serie A, Poggenwisch speelde in de hoogste Franse competitie, de Nationale A bij Metz Red Dragons.Voorheen speelde hij in de hoogste Turkse competitie, de Süper Lig bij Galatasaray SK. Als speler van Galatasaray won hij de André Vergauwen Europacup 2017 en plaatste hij zich voor de Final 4 van de Süper Lig. Voorheen speelde hij in de hoogste France Division, de Nationale A bij Cs Meaux. Als speler van Cs Meaux won hij het Championat de France 2010, Coupe de France 2010 en de Andre Vergauwen Cup 2010. Hierbij werd hij tweemaal verkozen tot waardevolste speler. Ook in het jaar daarop won hij het Championat de France 2011, Coupe de France 2012 en de Willi Brinkmann Cup 2011. In het seizoen 2011-2012 keerde hij terug naar Nederland om voor de club BC Verkerk te Zwijndrecht te spelen. Met deze club won hij in de twee volgende seizoenen tweemaal het nationaal kampioenschap, tweemaal het bekertoernooi en eenmaal zilver tijdens de Andre Vergauwen Europacup 2012. In de seizoenen 2012-2014 speelde hij voor BG Baskets te Hamburg, waar hij zich wist te plaatsen voor de Final 4 en zilver wist te winnen in het seizoen 2013-2014. Ook werd de IWBF Challenge Cup in 2013 gewonnen. In 2015 keerde hij terug naar Cs Meaux, waar het zilver hem te wachten stond in het Championat de France 2015. Tijdens de Andre Vergauwen Europacup 2015 werd het brons veroverd.
Voorheen speelde hij van 2004 tot 2008 voor SC Antilope te Utrecht, waarmee hij driemaal het nationaal kampioenschap en tweemaal het bekertoernooi won. Verder speelde hij in het seizoen 2008/2009 voor Fuhnpaiin-Peraleda, Toledo.

## Resultaten
Nationaal team
7e Paralympische Zomerspelen 2016 in Rio de Janeiro
4e Europees kampioenschap 2017 in Tenerife
10e Wereldkampioenschap 2018 in Hamburg
7e Europees kampioenschap 2019 in Walbrzych
 Europees kampioenschap 2021 in Madrid
4e Wereldkampioenschap 2022 in Dubai
 Europees kampioenschap 2023 in Rotterdam
6e Paralympische Zomerspelen 2024 in Parijs